# 釜山海軍作戦基地
座標: 北緯35度05分53秒 東経129度06分22秒 / 北緯35.098186度 東経129.106227度
釜山海軍作戦基地（プサンかいぐんさくせんきち、朝: 부산 해군기지）は、大韓民国海軍, 米国海軍が設けた海軍基地一つで、釜山広域市南区龍湖洞に所在する。

## 概要
釜山海軍作戦基地は将来の海洋紛争に対応するため機動艦艇の前進拠点として活用することを目的に建設される。海軍作戦司令部の移転については日本海・黄海方面海域への後方支援を考慮しているとされ、合わせて2014年に完成が予定されている済州海軍基地および鎮海海軍基地と共に南方海域の海上交通路の保護や米韓連合部隊および統合作戦の効率的運用を目標とする。
施設については7,000トン級イージス駆逐艦をはじめ海軍艦艇約30隻を同時係留でき、さらに排水量10万トン超のアメリカ海軍空母の停泊も可能な広さを有している。当面の間は基地の拡張は無く現行施設の活用をするとされる。

## 歴史
約5,000億ウォンの工事費と5年6か月の期間をかけて2006年6月15日に竣工し、2007年12月1日に海軍作戦司令部が鎮海から移転する。第3艦隊司令部は釜山から木浦へ移転している。

## ギャラリー

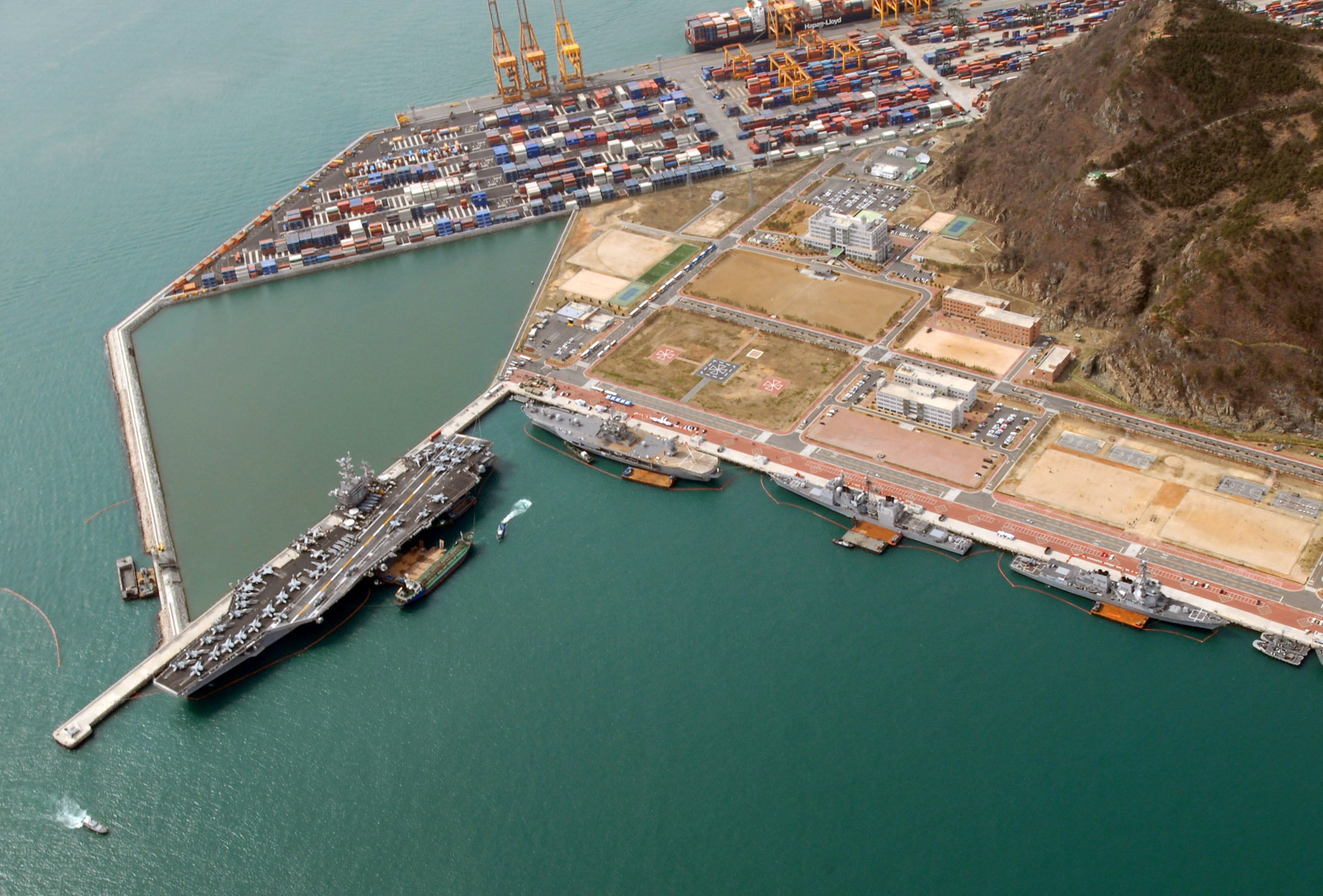
上空から見た埠頭地区とアメリカ軍空母
釜山作戦基地に入港中のアメリカ艦隊。「ジョン・C・ステニス」や「ブルー・リッジ」、「アンティータム」、「バリー」などが見える。
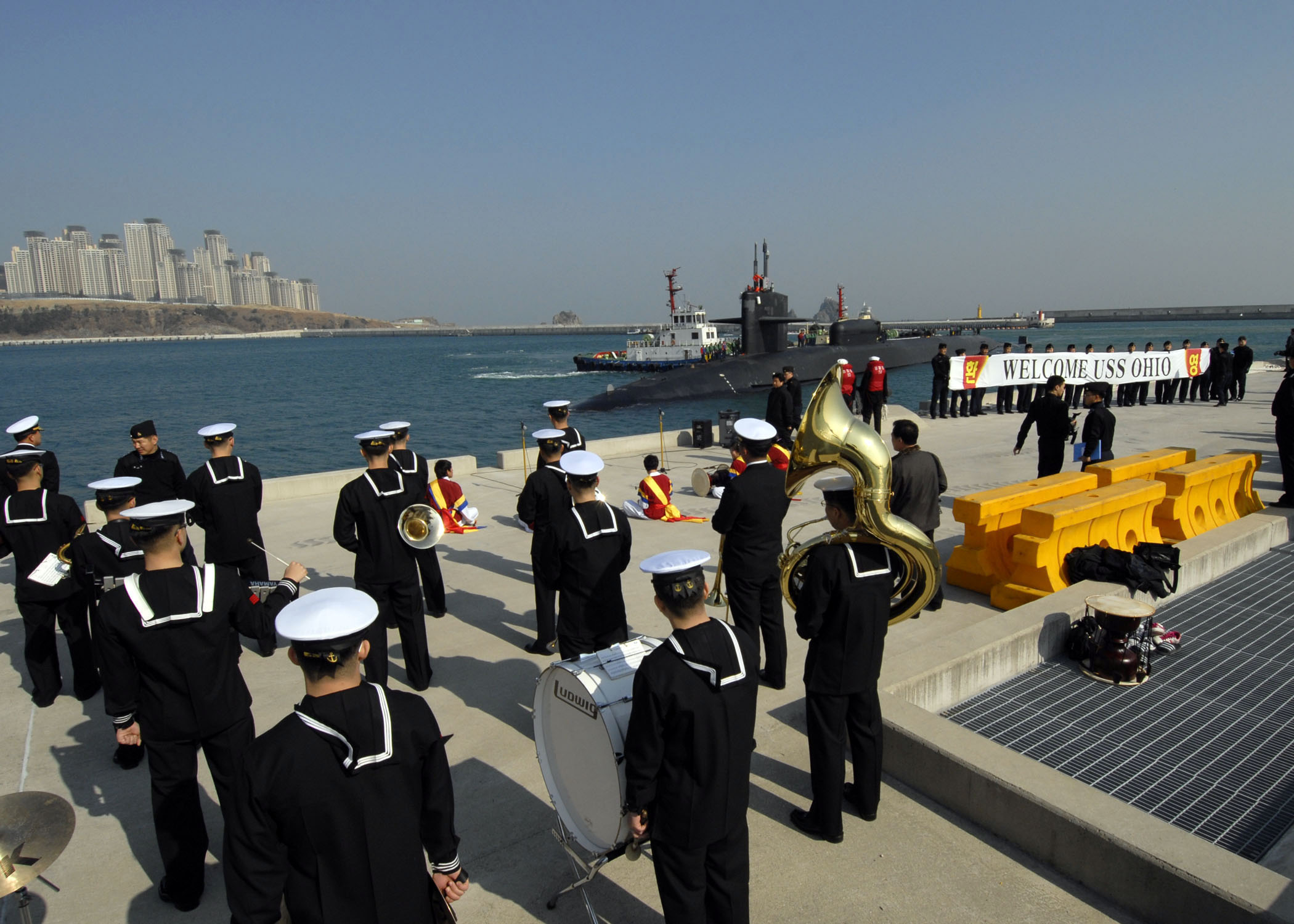
オハイオ級原子力潜水艦一番艦「オハイオ」を出迎える韓国海軍軍楽隊